# سعید برجی
سعید برجی (۱۳۳۷ آبادان – ۲۳ خرداد ۱۴۰۴) فیزیک‌دان هسته‌ای ایرانی بود که در جریان حملات ۱۴۰۴ اسرائیل به ایران کشته شد.‌‌‌‌‌
او در ۲۲ مارس ۲۰۱۹ توسط وزارت خزانه‌داری ایالات متحده آمریکا تحریم شده بود.

## زندگی‌نامه
سعید برجی، سال ۱۳۳۷ در محله احمدآباد آبادان، زاده شد. او از دانشمندان ایرانی در حوزه مواد انفجاری و فناوری‌های دفاعی بود. او دارای دکترای مهندسی مواد از دانشگاه صنعتی مالک‌اشتر و از اعضای کلیدی پروژه آماد بود که در توسعه فناوری‌های استراتژیک و تحقیقات مرتبط با انرژی بالا و مواد شیمیایی پیشرفته نقش مهمی ایفا می‌کرد. برجی افزون بر فعالیت علمی، نقش مهمی در انتقال دانش و تدریس در دانشگاه از خود نشان داد.
سعید برجی، رئیس پیشین مرکز تحقیقات فناوری انفجار و ضربه (متفاض)، نقش کلیدی در توسعه چاشنی‌های پیشرفته برای سلاح‌های انفجاری داشت. این مرکز زیرمجموعه سازمان سپند، در تولید چاشنی‌هایی مانند EBW و MPI فعالیت می‌کرد. برجی همچنین با ویچسلاو دانیلنکو، دانشمند اوکراینی، در طراحی محفظه‌های تست انفجار همکاری داشت. او در رأس شرکت‌هایی چون «آذر افروز سعید» و «آروین کیمیا ابزار» قرار داشت که به‌عنوان پوشش‌هایی برای پروژه‌های تحقیقاتی حساس مورد استفاده قرار می‌گرفتند.

## ترور
سعید برجی در ۲۳ خرداد ۱۴۰۴ یکی از افرادی بود که در جریان حملات ۱۴۰۴ اسرائیل به ایران مورد هدف قرار گرفت و ترور شد.